# Fedor Fedorovitch Abramov
Pour les articles homonymes, voir Abramov.
Fedor Fedorovitch Abramov (en russe : Фёдор Фёдорович Абрамов), né le 4 janvier 1871 dans la stanitsa Mitiakinskaïa (Oblast de l'armée du Don, Empire russe) et mort le 10 mars 1963 à Freewood (New Jersey, États-Unis) est un cosaque du Don, général russe des armées blanches.

## Origines et formation
Issu de la noblesse des Cosaques du Don il est le fils d'un général-major. Il est éduqué au Corps des cadets de Poltava (1888), à la 3e école militaire Alexandre (1890) et l'école d'ingénieurs Nicolas. Il sert ensuite dans la 1re batterie d'artillerie à cheval du Don puis dans la 6e batterie de cavalerie à cheval des Cosaques du Don de la garde. En 1898 il est diplômé de l'École militaire d'état-major Nicolas.
Il participe à la Première Guerre mondiale dans l'état-major de la 12e armée sous les ordres de Pavel von Plehve et de Ievgueni Miller. À partir de septembre 1915 il commande la 15e division de cavalerie et, à partir d'avril 1917, la 2e division cosaque du Turkestan et finalement le 1er corps d'armée du Don.

## Guerre civile
Dès janvier 1918 il est aux ordres de l'ataman Alexeï Kaledine et combat dans les forces anti-bolchéviques. De mai à juin 1918 il commande le régiment de l'ataman Piotr Krasnov avant de commander la 1re divion de cavalerie de l'Armée du Don.
En 1919 il commande le 3e corps d’armée de l’armée russe du général Wrangel.
Après l'évacuation de la Crimée il se retrouve d'abord avec ses hommes à Çatalca, puis à Lemnos et enfin en Bulgarie.

## Exil

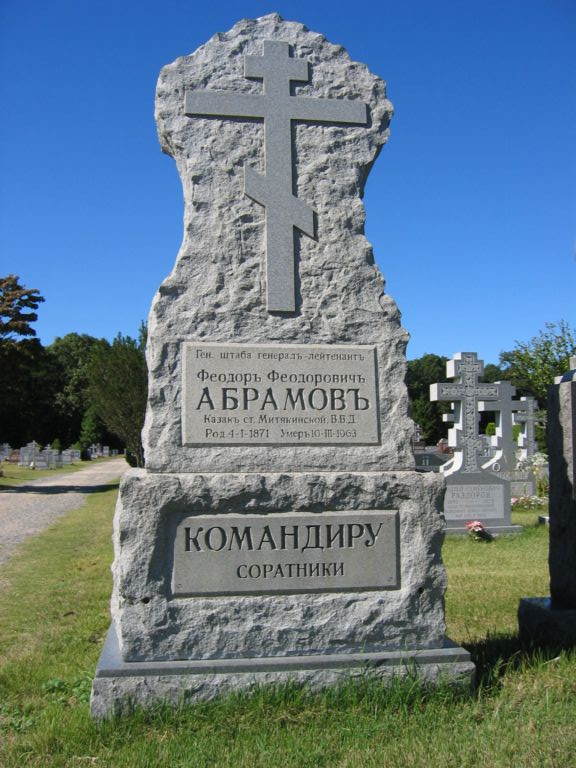
Tombe du général Abramov.

Après l'enlèvement du président de la ROVS (Union générale des combattants russes), le général Alexandre Koutiepov (1930), il en est nommé vice-président. Après un second enlèvement du président suivant de la ROVS, le général Ievgueni Miller (1937), il devient président de cette organisation jusqu'en mars 1938, forcé alors à démissionner après la révélation que son fils Nicolas était un agent bolchevik. Pendant la Seconde Guerre mondiale, il participa à la formation d’unités cosaques, aux activités du « Comité pour la libération des peuples de Russie » organisé par les allemands et les partisans du général Andreï Vlassov, et signe le Manifeste de Prague (1944).
Après la guerre, craignant pour sa vie, il partit pour les États-Unis, où il vécut ses dernières années dans une maison de retraite de Lakewood, New Jersey. Le 8 mars 1963, à 92 ans, il fut heurté par un conducteur imprudent et mourut des suites de ses blessures le 10 mars 1963. Il a été enterré au cimetière orthodoxe Saint-Vladimir à Kesville, New Jersey.